# Copa do Brasil 2019
De Copa do Brasil 2019 was de 31e ditie van de Copa do Brasil en werd gespeeld van 6 februari tot 18 september. Athletico Paranaense werd kampioen en plaatste zich zo voor de Copa Libertadores 2020 en de Supercopa do Brasil 2020. 
Aan deze competitie nemen 91 teams mee die zich hadden gekwalificeerd via het winnen van de Staatkampioenschappen (70) of via de CBF-ranking (10), via deelname aan de Copa Libertadores 2018 (8) en de winnaars van de Copa do Nordeste 2018, Copa Verde 2018 en Série B 2018. Deze laatste drie en de deelnemers van de Copa Libertadores komen pas in actie vanaf de 1/8ste finale. 

## Competitieopzet
De Copa do Brasil is in zijn geheel opgezet volgens het knock-outsysteem. Dit betekent dat elk team in de eerste ronde aan één enkele tegenstander wordt gekoppeld. In een thuis- en een uitwedstrijd maken deze teams uit wie er naar de volgende ronde doorstroomt. In de volgende rondes herhaalt dit proces zich. In de eerste twee rondes geen heen- en terugwedstrijden meer gespeeld, maar slechts één wedstrijd. De club die het laagste geklasseerd staat op de CBF-ranking krijgt het thuisvoordeel, maar bij een eventueel gelijkspel gaat de uitploeg door. Verder heeft dit toernooi, als enige in Zuid-Amerika, de regel dat uitdoelpunten zwaarder tellen bij een gelijk totaal. De winnaar van de Copa do Brasil is geplaatst voor de Copa Libertadores.

## Deelnemers

### Staatscompetities
| Staat               | Club                            | Geklasseerd als                    |
| ------------------- | ------------------------------- | ---------------------------------- |
| Acre                | Rio Branco-AC                   | Kampioen Staatscompetitie 2018     |
| Acre                | Galvez                          | Vicekampioen Staatscompetitie 2018 |
| Alagoas             | CRB                             | Kampioen Staatscompetitie 2018     |
| Alagoas             | CSA                             | Vicekampioen Staatscompetitie 2018 |
| Alagoas             | ASA                             | 3º plaats Staatscompetitie 2018    |
| Amapá               | Ypiranga-AP                     | Kampioen Staatscompetitie 2018     |
| Amazonas            | Manaus                          | Kampioen Staatscompetitie 2018     |
| Amazonas            | Fast                            | Vicekampioen Staatscompetitie 2018 |
| Bahia               | Bahia                           | Kampioen Staatscompetitie 2018     |
| Bahia               | Vitória                         | Vicekampioen Staatscompetitie 2018 |
| Bahia               | SD Juazeirense                  | 3º plaats Staatscompetitie 2018    |
| Ceará               | Ceará                           | Kampioen Staatscompetitie 2018     |
| Ceará               | Atlético Cearense               | 3º plaats Staatscompetitie 2018    |
| Ceará               | Ferroviário                     | Kampioen Copa Fares Lopes 2018     |
| Federaal District   | Sobradinho                      | Kampioen Metropolitano 2018        |
| Federaal District   | Brasiliense                     | Vicekampioen Metropolitano 2018    |
| Espírito Santo      | Serra                           | Kampioen Staatscompetitie 2018     |
| Goiás               | Goiás                           | Kampioen Staatscompetitie 2018     |
| Goiás               | Aparecidense                    | Vicekampioen Staatscompetitie 2018 |
| Goiás               | Vila Nova                       | 3º plaats Staatscompetitie 2018    |
| Maranhão            | Moto Club                       | Kampioen Staatscompetitie 2018     |
| Maranhão            | Imperatriz                      | Vicekampioen Staatscompetitie 2018 |
| Mato Grosso         | Cuiabá                          | Kampioen Staatscompetitie 2018     |
| Mato Grosso         | Sinop                           | Vicekampioen Staatscompetitie 2018 |
| Mato Grosso         | Mixto                           | Kampioen Copa FMF 2018             |
| Mato Grosso do Sul  | Operário-MS                     | Kampioen Staatscompetitie 2018     |
| Mato Grosso do Sul  | Corumbaense                     | Vicekampioen Staatscompetitie 2018 |
| Minas Gerais        |                                 |                                    |
| América Mineiro     | 3° plaatsStaatscompetitie 2018  |                                    |
| Tupi                | 4° plaats Staatscompetitie 2018 |                                    |
| Tombense            | 5º plaats Staatscompetitie 2018 |                                    |
| URT                 | 6º plaats Staatscompetitie 2018 |                                    |
| Pará                | Remo                            | Kampioen Staatscompetitie 2018     |
| Pará                | Bragantino                      | 3º plaats Staatscompetitie 2018    |
| Pará                | São Raimundo-PA                 | 4º plaats Staatscompetitie 2018    |
| Paraíba             | Botafogo-PB                     | Kampioen Staatscompetitie 2018     |
| Paraíba             | Campinense                      | Vicekampioen Staatscompetitie 2018 |
| Paraná              | Coritiba                        | Vicekampioen Staatscompetitie 2018 |
| Paraná              | Foz do Iguaçu                   | 3º plaatsStaatscompetitie 2018     |
| Paraná              | Paraná                          | 4º plaats Staatscompetitie 2018    |
| Pernambuco          | Náutico                         | Kampioen Staatscompetitie 2018     |
| Pernambuco          | Central                         | Vicekampioen Staatscompetitie 2018 |
| Pernambuco          | Sport do Recife                 | 3º plaats Staatscompetitie 2018    |
| Piauí               | Altos                           | Kampioen Staatscompetitie 2018     |
| Piauí               | Ríver                           | Vicekampioen Staatscompetitie 2018 |
| Rio de Janeiro      | Botafogo-RJ                     | Kampioen Staatscompetitie 2018     |
| Rio de Janeiro      | Vasco da Gama                   | Vicekampioen Staatscompetitie 2018 |
| Rio de Janeiro      | Fluminense                      | 4º plaats Staatscompetitie 2018    |
| Rio de Janeiro      | Boavista                        | 5º plaats Staatscompetitie 2018    |
| Rio de Janeiro      | Americano                       | Kampioen Copa Rio 2018             |
| Rio Grande do Norte | ABC                             | Kampioen Staatscompetitie 2018     |
| Rio Grande do Norte | América de Natal                | Vicekampioen Staatscompetitie 2018 |
| Rio Grande do Norte | Santa Cruz de Natal             | 3° plaats Staatscompetitie 2018    |
| Rio Grande do Sul   | Brasil de Pelotas               | Vicekampioen Staatscompetitie 2018 |
| Rio Grande do Sul   | São José                        | 3º plaats Staatscompetitie 2018    |
| Rio Grande do Sul   | Avenida                         | 4º plaats Staatscompetitie 2018    |
| Rio Grande do Sul   | Ypiranga de Erechim             | 3º plaats Copa FGF 2018            |
| Rondônia            | Real Ariquemes                  | Kampioen Staatscompetitie 2018     |
| Roraima             | São Raimundo-RR                 | Kampioen Staatscompetitie 2018     |
| Santa Catarina      | Figueirense                     | Kampioen Staatscompetitie 2018     |
| Santa Catarina      | Chapecoense                     | Vicekampioen Staatscompetitie 2018 |
| Santa Catarina      | Atlético Tubarão                | 3º plaats Staatscompetitie 2018    |
| Santa Catarina      | Brusque                         | Kampioen Copa Santa Catarina 2018  |
| São Paulo           | Corinthians                     | Kampioen Staatscompetitie 2018     |
| São Paulo           | Santos                          | 4º plaats Staatscompetitie 2018    |
| São Paulo           | Ponte Preta                     | Kampioen Troféu do Interior 2018   |
| São Paulo           | Guarani                         | Kampioen Série A2 2018             |
| São Paulo           | Votuporanguense                 | Kampioen Copa Paulista 2018        |
| Sergipe             | Sergipe                         | Kampioen Staatscompetitie 2018     |
| Sergipe             | Itabaiana                       | Vicekampioen Staatscompetitie 2018 |
| Tocantins           | Palmas                          | Kampioen Staatscompetitie 2018     |

### CBF-ranking
| Pos. | Club                | Punten |
| ---- | ------------------- | ------ |
| 21º  | Avaí                | 6.394  |
| 25º  | Atlético Goianiense | 6.136  |
| 28º  | Santa Cruz          | 5.061  |
| 29º  | Criciúma            | 4.521  |
| 30º  | Luverdense          | 4.402  |
| 31º  | Juventude           | 4.327  |
| 35º  | Londrina            | 4.120  |
| 37º  | Oeste               | 3.869  |
| 39º  | Joinville           | 3.758  |
| 40º  | Boa Esporte         | 3.691  |

### Rechtstreeks gekwalificeerd voor de 1/8ste finale
| Staat             | Club                 | Geklasseerd als                 |
| ----------------- | -------------------- | ------------------------------- |
| Ceará             | Fortaleza            | Kampioen Série B 2018           |
| Maranhão          | Sampaio Corréa       | Winnaar Copa do Nordeste 2018   |
| Minas Gerais      | Cruzeiro             | Winnaar Copa do Brasil 2018     |
| Minas Gerais      | Atlético Mineiro     | 6º plaats Brasileiro 2018       |
| Pará              | Paysandu             | Winnaar Copa Verde 2018         |
| Rio de Janeiro    | Flamengo             | Vicekampioen Brasileiro 2018    |
| Rio Grande do Sul | Internacional        | 3º plaats Brasileiro 2018       |
| Rio Grande do Sul | Grêmio               | 4º plaats Brasileiro 2018       |
| São Paulo         | Palmeiras            | Kampioen Brasileiro 2018        |
| São Paulo         | São Paulo            | 5º plaats Brasileiro 2018       |
| Paraná            | Athletico Paranaense | Kampioen Copa Sudamericana 2018 |

## Hoofdtoernooi

### Eerste ronde
80 clubs namen deel aan de eerste ronde. De clubs werden in groepen onderverdeeld volgens de CBF-ranking en zo tegen elkaar uitgeloot. Het team dat lager gerangschikt stond kreeg het thuisvoordeel, maar in geval van gelijkspel ging het hoger gerangschikte team automatisch door naar de volgende ronde.
| Team #1             | Score. | Team #2             |
| ------------------- | ------ | ------------------- |
| Ferroviário         | 2 - 2  | Corinthians         |
| Avenida             | 1 - 0  | Guarani             |
| Central             | 1 - 1  | Ceará               |
| Foz do Iguaçu       | 1 - 0  | Boa Esporte         |
| Aparecidense        | 2 - 0  | Ponte Preta         |
| Bragantino          | 2 - 0  | ASA                 |
| URT                 | 3 - 2  | Coritiba            |
| Manaus              | 1 - 1  | Vila Nova           |
| Campinense          | 0 - 2  | Botafogo FR         |
| Ypiranga-AP         | 0 - 1  | Cuiabá              |
| São Raimundo-RR     | 0 -0   | América Mineiro     |
| Palmas              | 0 -1   | Juventude           |
| Moto Club           | 2 - 0  | Vitória             |
| Galvez              | 0 - 1  | ABC                 |
| Sinop               | 1 - 2  | Santa Cruz          |
| Imperatriz          | 1 - 1  | Náutico             |
| Ríver               | 0 - 5  | Fluminense          |
| Votuporanguense     | 0 - 1  | Ypiranga de Erechim |
| Boavista            | 1 - 2  | Figueirense         |
| Corumbaense         | 0 - 0  | Luverdense          |
| Rio Branco          | 2 - 2  | Bahia               |
| Santa Cruz de Natal | 1 - 0  | Tupi                |
| Sergipe             | 0 - 2  | Goiás               |
| Brasiliense         | 0 - 0  | CRB                 |
| Altos               | 1 - 7  | Santos              |
| Sobradinho          | 0 - 0  | América de Natal    |
| Brusque             | 1 - 1  | Atlético Goainiense |
| Atlético Cearense   | 2 - 0  | Joinville           |
| São José            | 0 - 0  | Chapecoense         |
| Mixto               | 1 - 0  | CSA                 |
| São Raimundo-PA     | 0 - 2  | Criciúma            |
| Fast                | 1 - 6  | Oeste               |
| Tombense            | 3 - 0  | Sport               |
| Operário            | 1 - 4  | Botafogo-PB         |
| Itabaiana           | 2 - 5  | Paraná              |
| Americano           | 1 - 2  | Londrina            |
| Juazereinse         | 2 - 2  | Vasco da Gama       |
| Serra               | 1 - 0  | Remo                |
| Real Ariquemes      | 1 - 4  | Avaí                |
| Atlético Tubarão    | 0 - 0  | Brasil de Pelotas   |

### Tweede ronde
In geval van gelijkspel worden er strafschoppen genomen, tussen haakjes weergegeven. 
| Team #1             | Score.      | Team #2             |
| ------------------- | ----------- | ------------------- |
| Corinthians         | 4 - 2       | Avenida             |
| Foz do Iguaçu       | 0 - 0 (2-4) | Ceará               |
| Bragantino          | 3 - 2       | Aparecidense        |
| URT                 | 2 - 2 (4-5) | Vila Nova           |
| Botafogo FR         | 3 - 0       | Cuiabá              |
| Juventude           | 2 -1        | América Mineiro     |
| ABC                 | 2 - 2 (5-3) | Moto Club           |
| Santa Cruz          | 1 - 1 (4-2) | Náutico             |
| Fluminense          | 3 - 0       | Ypiranga de Erechim |
| Luverdense          | 1 - 0       | Figueirense         |
| Santa Cruz de Natal | 0 - 1       | Bahia               |
| Goiás               | 1 - 1 (2-3) | CRB                 |
| Santos              | 4 - 0       | América de Natal    |
| Atlético Cearense   | 0 - 4       | Atlético Goainiense |
| Mixto               | 1 - 2       | Chapecoense         |
| Criciúma            | 0 - 0 (7-6) | Oeste               |
| Tombense            | 2 - 2 (6-7) | Botafogo-PB         |
| Londrina            | 1 - 1 (5-4) | Paraná              |
| Serra               | 0 - 2       | Vasco da Gama       |
| Avaí                | 2 - 0       | Brasil de Pelotas   |

### Derde ronde
In geval van gelijkspel worden er strafschoppen genomen, tussen haakjes weergegeven.
| Team #1             | Tot.  | Team #2     | 1ste wed | 2de wed |
| ------------------- | ----- | ----------- | -------- | ------- |
| Ceará               | 2 - 3 | Corinthians | 1 - 3    | 1 - 0   |
| Vila Nova           | 3 - 2 | Bragantino  | 2 - 0    | 1 - 2   |
| Botafogo FR         | 2 - 3 | Juventude   | 1 - 1    | 1 - 2   |
| ABC                 | 1 - 3 | Santa Cruz  | 1 - 0    | 0 - 3   |
| Luverdense          | 0 - 2 | Fluminense  | 0 - 0    | 0 - 2   |
| CRB                 | 1 - 2 | Bahia       | 1 - 1    | 0 - 1   |
| Atlético Goainiense | 1 - 3 | Santos      | 1 - 0    | 0 - 3   |
| Chapecoense         | 5 - 2 | Criciúma    | 3 - 2    | 2 - 0   |
| Botafogo-PB         | 3 - 5 | Londrina    | 0 - 2    | 3 - 3   |
| Vasco da Gama       | 4 - 2 | Avaí        | 3 - 2    | 1 - 0   |

### Vierde ronde
In geval van gelijkspel worden er strafschoppen genomen, tussen haakjes weergegeven.
| Team #1     | Tot.        | Team #2       | 1ste wed | 2de wed |
| ----------- | ----------- | ------------- | -------- | ------- |
| Juventude   | 0 - 0 (4-3) | Vila Nova     | 0 - 0    | 0 - 0   |
| Fluminense  | 2 - 2 (3-2) | Santa Cruz    | 2 - 0    | 0 - 2   |
| Chapecoense | 1 - 2       | Corinthians   | 1 - 0    | 0 - 2   |
| Santos      | 3 - 2       | Vasco da Gama | 2 - 0    | 1 - 2   |
| Bahia       | 5 - 2       | Londrina      | 4 - 0    | 1 - 2   |

### 1/8 finale
In de 1/8ste finale stroomden de 11 reeds geplaatste teams ook in. De teams werden over twee potten verdeeld, in pot 1 zaten de clubs die aan de Copa Libertadores deelgenomen hadden en in pot 2 de andere drie reeds geplaatste teams en de vijf winnaars van de vierde ronde.
| Team #1          | Tot.        | Team #2              | 1ste wed | 2de wed |
| ---------------- | ----------- | -------------------- | -------- | ------- |
| Internacional    | 4 - 1       | Paysandu             | 3 - 1    | 1 - 0   |
| Corinthians      | 0 - 2       | Flamengo             | 0 - 1    | 0 - 1   |
| Atlético Mineiro | 2 - 1       | Santos               | 0 - 0    | 2 - 1   |
| Juventude        | 0 - 3       | Grêmio               | 0 - 0    | 0 - 3   |
| Sampaio Corrêa   | 0 - 3       | Palmeiras            | 0 - 1    | 0 - 2   |
| Fortaleza        | 0 - 1       | Athletico Paranaense | 0 - 0    | 0 - 1   |
| Fluminense       | 3 - 3 (1-3) | Cruzeiro             | 1 - 1    | 2 - 2   |
| São Paulo        | 0 - 2       | Bahia                | 0 - 1    | 0 - 1   |

### Laatste 8
De acht winnaars van de vorige ronde worden opnieuw in één pot tegen elkaar uitgeloot, ook de verdere confrontaties liggen zo vast. 
|  | kwartfinale          | kwartfinale          | kwartfinale | kwartfinale |       |          | halve finale | halve finale | halve finale | halve finale |  |                      | finale | finale | finale | finale |  |  |
|  |                      |                      |             |             |       |          |              |              |              |              |  |                      |        |        |        |        |  |  |
|  | Grêmio               | 1                    | 1           | 2           |       |          |              |              |              |              |  |                      |        |        |        |        |  |  |
|  | Bahia                | 1                    | 0           | 1           |       |          |              |              |              |              |  |                      |        |        |        |        |  |  |
|  | Bahia                | 1                    | 0           | 1           |       | Grêmio   | 2            | 0            | 2 (4)        |              |  |                      |        |        |        |        |  |  |
|  |                      |                      |             |             |       | Grêmio   | 2            | 0            | 2 (4)        |              |  |                      |        |        |        |        |  |  |
|  |                      | Athletico Paranaense | 0           | 2           | 2 (5) |          |              |              |              |              |  |                      |        |        |        |        |  |  |
|  | Athletico Paranaense | Athletico Paranaense | 0           | 2           | 2 (5) | 1        | 1            | 2 (3)        |              |              |  |                      |        |        |        |        |  |  |
|  | Athletico Paranaense |                      |             |             |       | 1        | 1            | 2 (3)        |              |              |  |                      |        |        |        |        |  |  |
|  | Flamengo             | 1                    | 1           | 2 (1)       |       |          |              |              |              |              |  |                      |        |        |        |        |  |  |
|  | Flamengo             | 1                    | 1           | 2 (1)       |       |          |              |              |              |              |  | Athletico Paranaense | 1      | 2      | 3      |        |  |  |
|  |                      |                      |             |             |       |          |              |              |              |              |  | Athletico Paranaense | 1      | 2      | 3      |        |  |  |
|  |                      | Internacional        | 0           | 1           | 1     |          |              |              |              |              |  |                      |        |        |        |        |  |  |
|  | Cruzeiro             | Internacional        | 0           | 1           | 1     | 3        | 0            | 3            |              |              |  |                      |        |        |        |        |  |  |
|  | Cruzeiro             |                      |             |             |       | 3        | 0            | 3            |              |              |  |                      |        |        |        |        |  |  |
|  | Atlético Mineiro     | 0                    | 2           | 2           |       |          |              |              |              |              |  |                      |        |        |        |        |  |  |
|  | Atlético Mineiro     | 0                    | 2           | 2           |       | Cruzeiro | 0            | 0            | 0            |              |  |                      |        |        |        |        |  |  |
|  |                      |                      |             |             |       | Cruzeiro | 0            | 0            | 0            |              |  |                      |        |        |        |        |  |  |
|  |                      | Internacional        | 1           | 3           | 4     |          |              |              |              |              |  |                      |        |        |        |        |  |  |
|  | Palmeiras            | Internacional        | 1           | 3           | 4     | 1        | 0            | 1 (4)        |              |              |  |                      |        |        |        |        |  |  |
|  | Palmeiras            |                      |             |             |       | 1        | 0            | 1 (4)        |              |              |  |                      |        |        |        |        |  |  |
|  | Internacional        | 0                    | 1           | 1 (5)       |       |          |              |              |              |              |  |                      |        |        |        |        |  |  |

Details finale
Heen
|                    |                      |       |               |                                                                               |
| 11 september 21:30 | Athletico Paranaense | 1 – 0 | Internacional | Arena da Baixada, Curitiba Toeschouwers: 38.490 Scheidsrechter: Raphael Claus |
| 11 september 21:30 | Bruno Guimarães 47'  |       |               | Arena da Baixada, Curitiba Toeschouwers: 38.490 Scheidsrechter: Raphael Claus |

| Athletico-PR | Internacional |

Terug
|                    |                |       |                              |                                                                                             |
| 18 september 21:30 | Internacional  | 1 – 2 | Athletico Paranaense         | Estádio Beira-Rio, Porto Alegre Toeschouwers: 44.857 Scheidsrechter: Wilton Pereira Sampaio |
| 18 september 21:30 | Nico López 31' |       | 24' Léo Cittadini 90+6' Rony | Estádio Beira-Rio, Porto Alegre Toeschouwers: 44.857 Scheidsrechter: Wilton Pereira Sampaio |

| Internacional | Athletico-PR |

## Topschutters
| Speler            | Speler         | Goals | Club          |
| ----------------- | -------------- | ----- | ------------- |
| Vlag van Brazilië | Luciano        | 5     | Fluminense FC |
| Vlag van Peru     | Paolo Guerrero | 5     | Internacional |
| Vlag van Brazilië | Pipico         | 5     | Santa Cruz    |

1989 · 1990 · 1991 · 1992 · 1993 · 1994 · 1995 · 1996 · 1997 · 1998 · 1999 · 2000 · 2001 · 2002 · 2003 · 2004 · 2005 · 2006 · 2007 · 2008 · 2009 · 2010 · 2011 · 2012 · 2013 · 2014 · 2015 · 2016 · 2017 · 2018 · 2019 · 2020 · 2021 · 2022 · 2023 · 2024 · 2025